# Ахмедагалы
Ахмедагалы (азерб. Əhmədağalı) — село в Агдамском районе Азербайджана. С Первой  до Второй карабахской войны село было расположено вблизи линии соприкосновения Вооружённых сил Азербайджана и армянских вооружённых формирований непризнанной НКР.